# Parafia Świętej Trójcy w Rychwale
Parafia Świętej Trójcy w Rychwale – rzymskokatolicka parafia położona w mieście Rychwał. Administracyjnie należy do diecezji włocławskiej (dekanat tuliszkowski).
Odpust parafialny odbywa się w Uroczystość Trójcy Świętej.
Proboszcz
- ks. mgr lic. Marek Molewski